# Riccardo Mazzoni
Riccardo Mazzoni (Prato, 20 novembre 1953) è un politico e giornalista italiano.

## Biografia

### Attività giornalistica
È giornalista professionista, iscritto dal 1978 all'Ordine dei Giornalisti della Toscana. È stato caporedattore de La Nazione, vicedirettore del QN Quotidiano Nazionale, e dal 2002 al 2008 direttore del Giornale della Toscana. È docente dei Master di 24ORE Business School.

### Attività politica

#### Elezione a deputato
Alle elezioni politiche del 2008 viene eletto alla Camera dei Deputati, tra le liste del Popolo della Libertà nella circoscrizione Toscana.

#### Elezione a senatore
Alle elezioni politiche del 2013 viene invece eletto al Senato della Repubblica, nelle liste del Popolo della Libertà nella circoscrizione Toscana.
Il 16 novembre 2013, con la sospensione delle attività del Popolo della Libertà, aderisce a Forza Italia.
Fa parte della corrente verdiniana del partito, vicina alle posizioni del premier Matteo Renzi, che il 29 luglio 2015 abbandona Forza Italia per aderire al nuovo gruppo parlamentare formato da Denis Verdini e denominato Alleanza Liberalpopolare-Autonomie, divenendone vicecapogruppo al Senato.